# Davy Delme
Davy Delme (Bonheiden, 16 november 1972) is een Belgisch voormalig wielrenner.

## Belangrijkste overwinningen
1996
- 6e etappe Ronde van Namen
- Eindklassement Ronde van Namen

1998
- Textielprijs Vichte

## Resultaten in voornaamste wedstrijden
| Jaar | Ronde van Vlaanderen |
| ---- | -------------------- |
| 1999 | 70e                  |

Barrenetxea · Coudray · De Buyst · De Meester · Delme · Deraedt · Hashikawa · Herygers · Hopmans · Hordijk · Mifune · Torrekens · Canevet (stagiair) · Donnet (stagiair) · Hennebert (stagiair) · Laplasse (stagiair) · Pollin (stagiair)   
Coudray · De Buyst · De Geyter · Delme · Ekström · Hopmans · Johansen · Lopez · Mifune · Roesems · Torrekens · Vanhaecke · Weisshaupt · Fox (stagiair) · Keppens (stagiair) · Meeusen (stagiair) 
Burke · Chanoine · Cornelissen · Coudray · Cuylits · Delme · Desmet · Ekström · Emmanuelson · Fox · Hopmans · Louder · Mifune · Poppe · Roesems · Van Landeghem · Vanhaecke · De Waele (stagiair) · Meeusen (stagiair) · Pollin (stagiair)